# Laurinsäurediethanolamid
Laurinsäurediethanolamid ist eine chemische Verbindung aus der Stoffgruppe der Carbonsäureamide und mit 48,2 % Hauptbestandteil von Cocamiddiethanolamin.

## Synthese
Laurinsäurediethanolamid erhält man durch Umsetzung von Laurinsäure oder Laurinsäuremethylester mit Diethanolamin unter alkalischen Bedingungen.

## Anwendung
Laurinsäurediethanolamid wird als Inhaltsstoff in Kosmetik- und Körperpflegeprodukten eingesetzt. Die Verbindung wirkt als Antistatikum, bewirkt eine Erhöhung der Viskosität und verbessert in Kombination mit anderen Tensiden als Emulgator und Schaumbildner die Textur des Schaums bei Shampoos und Schaumbädern. Im Gemisch mit anderen Emulgatoren wie Natriumlaurylsulfat, amphoteren Tensiden und anionischen Tensiden kann Laurinsäurediethanolamid als Reinigungs- und Dispergiermittel für Öle und Pestizide eingesetzt werden.